# 尼古拉·茹拉夫斯基
尼古拉·茹拉夫斯基（羅馬尼亞語：Nicolae Juravschi，1964年8月8日—），摩尔多瓦男子皮划艇运动员。他曾代表苏联、罗马尼亚、摩尔多瓦参加1988年、1992年和1996年夏季奥林匹克运动会皮划艇比赛，获得二枚金牌和一枚银牌。